# ۱۳۶۶ (قمری)
۱۳۶۶ (قمری)، هزار و سیصد و شصت و ششمین سال در گاهشماری هجری قمری است. اول محرم این سال برابر با بیست و پنجم نوامبر سال ۱۹۴۶ میلادی است.

## وابسته
- سید علی قاضی